# Список членов Совета Федерации (1996—2000)
Федеральным законом от 5 декабря 1995 г. № 192-ФЗ «О порядке формирования Совета Федерации Федерального Собрания Российской Федерации» установлено, что в Совет Федерации входят по два представителя от каждого субъекта Российской Федерации: глава законодательного (представительного) и глава исполнительного органов государственной власти, по должности. В двухпалатном законодательном (представительном) органе субъекта Российской Федерации его представитель в Совете Федерации определяется совместным решением обеих палат.
Регламентом Совета Федерации Федерального Собрания Российской Федерации, утвержденным постановлением Совета Федерации от 6 февраля 1996 г. № 42-СФ установлено, что полномочия члена Совета Федерации начинаются, прекращаются или подтверждаются с момента принятия Советом Федерации решения о признании, прекращении или подтверждении полномочий члена Совета Федерации.
После вступления в силу Федерального закона «О статусе члена Совета Федерации и статусе депутата Государственной Думы Федерального Собрания Российской Федерации» в редакции Федерального закона от 5 июля 1999 г. № 133-ФЗ процедуры признания и подтверждения полномочий члена Совета Федерации объединены под одним термином — подтверждение.
Постановлением Совета Федерации от 11 ноября 1999 г. № 424-СФ «О внесении изменений и дополнений в Регламент Совета Федерации Федерального Собрания Российской Федерации» установлено, что полномочия члена Совета Федерации начинаются со дня его избрания на должность главы законодательного (представительного) органа государственной власти субъекта Российской Федерации или со дня официального вступления его в должность главы исполнительного органа государственной власти субъекта Российской Федерации. Полномочия члена Совета Федерации — представителя двухпалатного законодательного (представительного) органа государственной власти субъекта Российской Федерации начинаются со дня, определяемого совместным решением обеих его палат. Полномочия члена Совета Федерации прекращаются со дня прекращения его полномочий в качестве главы законодательного (представительного) или главы исполнительного органа государственной власти субъекта Российской Федерации. Полномочия члена Совета Федерации — представителя двухпалатного законодательного (представительного) органа государственной власти субъекта Российской Федерации прекращаются со дня, определяемого совместным решением обеих его палат.
Федеральным законом от 5 августа 2000 г. № 113-ФЗ «О порядке формирования Совета Федерации Федерального Собрания Российской Федерации» установлено, что в Совет Федерации входят представитель от законодательного (представительного) органа государственной власти субъекта Российской Федерации, избираемый законодательным (представительным) органом государственной власти субъекта Российской Федерации, и представитель от исполнительного органа государственной власти субъекта Российской Федерации, назначаемый высшим должностным лицом субъекта Российской Федерации (руководителем высшего исполнительного органа государственной власти субъекта Российской Федерации).
Формирование Совета Федерации в соответствии с новым законом должно было завершиться 1 января 2002 г. В переходный период (до 1 января 2002 г.) члены Совета Федерации, входившие в него в соответствии с Федеральным законом от 5 декабря 1995 г. № 192-ФЗ, сохраняли свои полномочия, но в случае прекращения полномочий члена Совета Федерации новый член Совета Федерации назначался уже в соответствии с Федеральным законом от 5 августа 2000 г. № 113-ФЗ.
В списке после даты признания, подтверждения или прекращения полномочий указывается номер соответствующего постановления Совета Федерации. Наименования должностей членов Совета Федерации указываются так же, как в постановлениях Совета Федерации.

## Республика Адыгея (Адыгея)
1. Джаримов, Аслан Алиевич, Президент Республики Адыгея — полномочия признаны 23 января 1996 г. (№ 2-СФ), подтверждены 22 января 1997 г. (№ 3-СФ), прекращены с 1 января 2002 г. (№ 400-СФ от 26 декабря 2001 г.)
2. Салов, Евгений Иванович, председатель Государственного Совета — Хасэ Республики Адыгея — полномочия признаны 23 января 1996 г. (№ 2-СФ), прекращены с 18 апреля 2001 г. (№ 125-СФ от 16 мая 2001 г.)

## Республика Алтай
1. Петров, Владимир Иванович, председатель правительства Республики Алтай — полномочия признаны 23 января 1996 г. (№ 2-СФ), председатель Правительства Республики Алтай — полномочия прекращены 12 февраля 1997 г. (№ 29-СФ)
2. Чаптынов, Валерий Иванович, Глава Республики Алтай, председатель Государственного Собрания — Эл Курултая Республики Алтай — полномочия признаны 23 января 1996 г. (№ 2-СФ), председатель Правительства Республики Алтай — полномочия подтверждены 12 февраля 1997 г. (№ 30-СФ), Председатель Правительства Республики Алтай — умер 10 августа 1997 г., полномочия прекращены 24 сентября 1997 г. (№ 296-СФ)
3. Волков, Владилен Владимирович, Глава Республики Алтай, председатель Государственного Собрания — Эл Курултая Республики Алтай — полномочия признаны 12 февраля 1997 г. (№ 30-СФ), Глава Республики Алтай, Председатель Правительства Республики Алтай — полномочия подтверждены 24 сентября 1997 г. (№ 297-СФ), прекращены 28 января 1998 г. (№ 2-СФ)[2]
4. Табаев, Даниил Иванович, председатель Государственного Собрания — Эл Курултая Республики Алтай — полномочия признаны 24 сентября 1997 г. (№ 297-СФ), подтверждены 28 января 1998 г. (№ 3-СФ), председатель Государственного Собрания — Эл Курултай Республики Алтай — полномочия прекращены с 1 января 2002 г. (№ 400-СФ от 26 декабря 2001 г.)
5. Зубакин, Семён Иванович, Глава Республики Алтай, Председатель Правительства Республики Алтай — полномочия признаны 28 января 1998 г. (№ 3-СФ), прекращены с 15 февраля 2001 г. (№ 49-СФ от 22 февраля 2001 г.)

## Республика Башкортостан
1. Ишмуратов, Миннираис Минигалиевич, председатель Палаты Представителей Государственного Собрания Республики Башкортостан — полномочия признаны 23 января 1996 г. (№ 2-СФ), прекращены 24 декабря 1997 г. (№ 419-СФ)
2. Рахимов, Муртаза Губайдуллович, Президент Республики Башкортостан — полномочия признаны 23 января 1996 г. (№ 2-СФ), подтверждены 9 июля 1998 г. (№ 253-СФ), прекращены с 21 декабря 2001 г. (№ 393-СФ от 26 декабря 2001 г.)
3. Зайцев, Михаил Алексеевич, председатель Государственного Собрания Республики Башкортостан — полномочия признаны 24 декабря 1997 г. (№ 420-СФ), прекращены 21 апреля 1999 г. (№ 150-СФ)
4. Толкачев, Константин Борисович, председатель Государственного Собрания Республики Башкортостан — полномочия признаны 21 апреля 1999 г. (№ 151-СФ), прекращены с 21 декабря 2001 г. (№ 393-СФ от 26 декабря 2001 г.)

## Республика Бурятия
1. Потапов, Леонид Васильевич, Президент Республики Бурятия, председатель правительства Республики Бурятия — полномочия признаны 23 января 1996 г. (№ 2-СФ), Президент Республики Бурятия — полномочия подтверждены 17 июля 1998 г. (№ 341-СФ), прекращены с 26 декабря 2000 г. (№ 2-СФ от 31 января 2001 г.)
2. Семёнов, Михаил Иннокентьевич, председатель Народного Хурала Республики Бурятия — полномочия признаны 23 января 1996 г. (№ 2-СФ), подтверждены 4 сентября 1998 г. (№ 391-СФ), прекращены с 18 декабря 2001 г. (№ 393-СФ от 26 декабря 2001 г.)

## Республика Дагестан
1. Алиев, Муху Гимбатович, председатель Народного Собрания Республики Дагестан — полномочия признаны 23 января 1996 г. (№ 2-СФ), подтверждены 21 апреля 1999 г. (№ 151-СФ), прекращены с 29 ноября 2001 г. (№ 356-СФ от 5 декабря 2001 г.)
2. Магомедов, Магомедали Магомедович, председатель Государственного Совета Республики Дагестан — полномочия признаны 23 января 1996 г. (№ 2-СФ), подтверждены 17 июля 1998 г. (№ 341-СФ), прекращены с 29 ноября 2001 г. (№ 356-СФ от 5 декабря 2001 г.)

## Республика Ингушетия
1. Аушев, Руслан Султанович, Президент Республики Ингушетия — полномочия признаны 23 января 1996 г. (№ 2-СФ), подтверждены 1 апреля 1998 г. (№ 112-СФ), прекращены с 1 января 2002 г. (№ 400-СФ от 26 декабря 2001 г.)
2. Плиев, Руслан Султанович, председатель Народного Собрания — Парламента Республики Ингушетия — полномочия признаны 23 января 1996 г. (№ 2-СФ), подтверждены 17 марта 1999 г. (№ 77-СФ), прекращены с 20 марта 2001 г. (№ 92-СФ от 4 апреля 2001 г.)

## Кабардино-Балкарская Республика
1. Жабоев, Махмуд Назирович, председатель Совета Представителей Парламента Кабардино-Балкарской Республики — полномочия признаны 23 января 1996 г. (№ 2-СФ), прекращены 16 апреля 1997 г. (№ 91-СФ)
2. Коков, Валерий Мухамедович, Президент Кабардино-Балкарской Республики — полномочия признаны 23 января 1996 г. (№ 2-СФ), подтверждены 22 января 1997 г. (№ 3-СФ), прекращены с 24 декабря 2001 г. (№ 393-СФ от 26 декабря 2001 г.)
3. Нахушев, Заурби Ахмедович, председатель Совета Республики Парламента Кабардино-Балкарской Республики — полномочия признаны 16 апреля 1997 г. (№ 92-СФ), подтверждены 22 апреля 1998 г. (№ 150-СФ), прекращены 31 марта 1999 г. (№ 120-СФ)
4. Бечелов, Ильяс Борисович, председатель Совета Представителей Парламента Кабардино-Балкарской Республики — полномочия признаны 31 марта 1999 г. (№ 121-СФ), подтверждены 17 мая 2000 г. (№ 98-СФ), прекращены с 1 июня 2001 г. (№ 168-СФ от 6 июня 2001 г.)

## Республика Калмыкия — Хальмг Тангч
Указом Президента Российской Федерации от 10 февраля 1996 г. № 173 в часть 1 статьи 65 Конституции Российской Федерации включено новое наименование субъекта Российской Федерации — Республика Калмыкия вместо наименования Республика Калмыкия — Хальмг Тангч
1. Илюмжинов, Кирсан Николаевич, Президент Республики Калмыкия — полномочия признаны 23 января 1996 г. (№ 2-СФ), прекращены с 21 декабря 2001 г. (№ 393-СФ от 26 декабря 2001 г.)
2. Максимов, Константин Николаевич, председатель Народного Хурала (Парламента) Республики Калмыкия — полномочия признаны 23 января 1996 г. (№ 2-СФ), подтверждены 12 ноября 1998 г. (№ 460-СФ), прекращены 17 марта 1999 г. (№ 76-СФ)
3. Бембетов, Вячеслав Анатольевич, председатель Народного Хурала (Парламента) Республики Калмыкия — полномочия признаны 17 марта 1999 г. (№ 77-СФ), прекращены с 21 декабря 2001 г. (№ 393-СФ от 26 декабря 2001 г.)

## Карачаево-Черкесская Республика
1. Иванов, Игорь Владимирович, председатель Народного Собрания Карачаево-Черкесской Республики — полномочия признаны 23 января 1996 г. (№ 2-СФ), прекращены 16 февраля 2000 г. (№ 8-СФ)
2. Хубиев, Владимир Исламович, Глава Карачаево-Черкесской Республики — полномочия признаны 23 января 1996 г. (№ 2-СФ), прекращены 2 июля 1999 г. (№ 340-СФ)
3. Семёнов, Владимир Магомедович, Глава Карачаево-Черкесской Республики — полномочия подтверждены 11 ноября 1999 г. (№ 423-СФ), прекращены с 16 ноября 2001 г. (№ 356-СФ от 5 декабря 2001 г.)
4. Суюнов, Джанибек Юнусович, председатель Народного Собрания Карачаево-Черкесской Республики — полномочия подтверждены 16 февраля 2000 г. (№ 9-СФ), прекращены с 16 ноября 2001 г. (№ 356-СФ от 5 декабря 2001 г.)

## Республика Карелия
1. Пивненко, Валентина Николаевна, председатель Палаты Представителей Законодательного Собрания Республики Карелия — полномочия признаны 23 января 1996 г. (№ 2-СФ), прекращены 5 марта 1997 г. (№ 84-СФ), признаны 10 июня 1998 г. (№ 219-СФ), прекращены 16 февраля 2000 г. (№ 8-СФ)
2. Степанов, Виктор Николаевич, председатель правительства Республики Карелия — полномочия признаны 23 января 1996 г. (№ 2-СФ), Председатель Правительства Республики Карелия — полномочия прекращены 10 июня 1998 г. (№ 218-СФ)
3. Александров, Иван Петрович, председатель Палаты Республики Законодательного Собрания Республики Карелия — полномочия признаны 5 марта 1997 г. (№ 85-СФ), прекращены 10 июня 1998 г. (№ 218-СФ)
4. Катанандов, Сергей Леонидович, Председатель Правительства Республики Карелия — полномочия признаны 10 июня 1998 г. (№ 219-СФ), прекращены с 14 декабря 2001 г. (№ 393-СФ от 26 декабря 2001 г.)
5. Левин, Николай Иванович, председатель Палаты Представителей Законодательного Собрания Республики Карелия — полномочия подтверждены 29 марта 2000 г. (№ 32-СФ), прекращены 7 июня 2000 г. (№ 128-СФ)
6. Шильников, Владимир Васильевич, председатель Палаты Республики Законодательного Собрания Республики Карелия — полномочия подтверждены 7 июня 2000 г. (№ 129-СФ), прекращены с 1 января 2002 г. (№ 400-СФ от 26 декабря 2001 г.)[3]

## Республика Коми
1. Спиридонов, Юрий Алексеевич, Глава Республики Коми — полномочия признаны 23 января 1996 г. (№ 2-СФ), подтверждены 24 декабря 1997 г. (№ 420-СФ), прекращены с 25 апреля 2001 г. (№ 125-СФ от 16 мая 2001 г.)
2. Торлопов, Владимир Александрович, председатель Государственного Совета Республики Коми — полномочия признаны 23 января 1996 г. (№ 2-СФ), подтверждены 17 марта 1999 г. (№ 77-СФ), прекращены с 21 декабря 2001 г. (№ 393-СФ от 26 декабря 2001 г.)

## Республика Марий Эл
1. Зотин, Владислав Максимович, Президент Республики Марий Эл, глава правительства Республики Марий Эл — полномочия признаны 23 января 1996 г. (№ 2-СФ), Президент Республики Марий Эл, глава Правительства Республики Марий Эл — полномочия прекращены 22 января 1997 г. (№ 2-СФ)
2. Смирнов, Анатолий Анатольевич, председатель Государственного Собрания Республики Марий Эл — полномочия признаны 23 января 1996 г. (№ 2-СФ), прекращены 13 ноября 1996 г. (№ 344-СФ)
3. Жуков, Михаил Михайлович, председатель Государственного Собрания Республики Марий Эл — полномочия признаны 13 ноября 1996 г. (№ 345-СФ), прекращены с 29 марта 2001 г. (№ 92-СФ от 4 апреля 2001 г.)
4. Кислицын, Вячеслав Александрович, Президент Республики Марий Эл — полномочия признаны 22 января 1997 г. (№ 3-СФ), прекращены с 26 января 2001 г. (№ 2-СФ от 31 января 2001 г.)

## Республика Мордовия
1. Кечкин, Валерий Алексеевич, председатель Государственного Собрания Республики Мордовия — полномочия признаны 23 января 1996 г. (№ 2-СФ), подтверждены 5 января 2000 г. (№ 3-СФ), прекращены с 1 декабря 2001 г. (№ 356-СФ от 5 декабря 2001 г.)
2. Меркушкин, Николай Иванович, Глава Республики Мордовия — полномочия признаны 23 января 1996 г. (№ 2-СФ), подтверждены 12 марта 1998 г. (№ 63-СФ), прекращены с 30 ноября 2001 г. (№ 356-СФ от 5 декабря 2001 г.)

## Республика Саха (Якутия)
1. Ларионов, Егор Михайлович, председатель Палаты Республики Государственного Собрания (Ил Тумэн) Республики Саха (Якутия) — полномочия признаны 23 января 1996 г. (№ 2-СФ), прекращены 1 апреля 1998 г. (№ 111-СФ)
2. Николаев, Михаил Ефимович, Президент Республики Саха (Якутия) — полномочия признаны 23 января 1996 г. (№ 2-СФ), подтверждены 22 января 1997 г. (№ 3-СФ), прекращены с 1 января 2002 г. (№ 400-СФ от 26 декабря 2001 г.)
3. Соломов, Николай Иванович, председатель Палаты Представителей Государственного Собрания (Ил Тумэн) Республики Саха (Якутия) — полномочия признаны 1 апреля 1998 г. (№ 112-СФ), прекращены с 1 января 2002 г. (№ 400-СФ от 26 декабря 2001 г.)

## Республика Северная Осетия — Алания
1. Галазов, Ахсарбек Хаджимурзаевич, Президент Республики Северная Осетия — Алания — полномочия признаны 23 января 1996 г. (№ 2-СФ), прекращены 18 февраля 1998 г. (№ 38-СФ)
2. Паринов, Вячеслав Семёнович, председатель Парламента Республики Северная Осетия — Алания — полномочия признаны 23 января 1996 г. (№ 2-СФ), подтверждены 17 мая 1999 г. (№ 193-СФ), прекращены с 9 ноября 2000 г. (№ 284-СФ от 24 ноября 2000 г.)
3. Дзасохов, Александр Сергеевич, Президент Республики Северная Осетия — Алания — полномочия признаны 18 февраля 1998 г. (№ 39-СФ), прекращены с 1 января 2002 г. (№ 400-СФ от 26 декабря 2001 г.)

## Республика Татарстан (Татарстан)
1. Лихачев, Василий Николаевич, председатель Государственного Совета Республики Татарстан — полномочия признаны 23 января 1996 г. (№ 2-СФ), прекращены 10 июня 1998 г. (№ 218-СФ)
2. Шаймиев, Минтимер Шарипович, Президент Республики Татарстан — полномочия признаны 23 января 1996 г. (№ 2-СФ), прекращены с 11 мая 2001 г. (№ 125-СФ от 16 мая 2001 г.)
3. Мухаметшин, Фарид Хайруллович, председатель Государственного Совета Республики Татарстан — полномочия признаны 10 июня 1998 г. (№ 219-СФ), подтверждены 16 февраля 2000 г. (№ 9-СФ), прекращены с 1 января 2002 г. (№ 400-СФ от 26 декабря 2001 г.)

## Республика Тыва
1. Бичелдей, Каадыр-оол Алексеевич, председатель Верховного Хурала (Парламента) Республики Тыва — полномочия признаны 23 января 1996 г. (№ 2-СФ), прекращены 9 июля 1998 г. (№ 252-СФ)
2. Ооржак, Шериг-оол Дизижикович, Президент Республики Тыва, глава правительства Республики Тыва — полномочия признаны 23 января 1996 г. (№ 2-СФ), Президент Республики Тыва, глава Правительства Республики Тыва — полномочия подтверждены 16 апреля 1997 г. (№ 92-СФ), прекращены с 24 декабря 2001 г. (№ 393-СФ от 26 декабря 2001 г.)
3. Кара-оол, Шолбан Валерьевич, председатель Верховного Хурала Республики Тыва — полномочия признаны 9 июля 1998 г. (№ 253-СФ), прекращены с 24 декабря 2001 г. (№ 393-СФ от 26 декабря 2001 г.)

## Удмуртская Республика
1. Вершинин, Павел Николаевич, председатель правительства Удмуртской Республики — полномочия признаны 23 января 1996 г. (№ 2-СФ), Председатель Правительства Удмуртской Республики — полномочия прекращены 17 мая 1999 г. (№ 192-СФ)
2. Волков, Александр Александрович, председатель Государственного Совета Удмуртской Республики — полномочия признаны 23 января 1996 г. (№ 2-СФ), подтверждены 17 мая 1999 г. (№ 193-СФ), прекращены с 17 апреля 2001 г. (№ 125-СФ от 16 мая 2001 г.)
3. Ганза, Николай Алексеевич, Председатель Правительства Удмуртской Республики — полномочия признаны 17 мая 1999 г. (№ 193-СФ), прекращены с 17 апреля 2001 г. (№ 125-СФ от 16 мая 2001 г.)

## Республика Хакасия
1. Смирнов, Евгений Александрович, председатель Совета Министров Республики Хакасия — полномочия признаны 23 января 1996 г. (№ 2-СФ), прекращены 22 января 1997 г. (№ 2-СФ)
2. Штыгашев, Владимир Николаевич, председатель Верховного Совета Республики Хакасия — полномочия признаны 23 января 1996 г. (№ 2-СФ), подтверждены 22 января 1997 г. (№ 3-СФ), прекращены с 26 апреля 2001 г. (№ 125-СФ от 16 мая 2001 г.)
3. Лебедь, Алексей Иванович, председатель Правительства Республики Хакасия — полномочия признаны 22 января 1997 г. (№ 3-СФ), прекращены с 26 апреля 2001 г. (№ 125-СФ от 16 мая 2001 г.)

## Чеченская Республика
1. Завгаев, Доку Гапурович, Глава Чеченской Республики — полномочия признаны 23 января 1996 г. (№ 2-СФ), прекращены 20 мая 1998 г. (№ 185-СФ)
2. Осмаев, Амин Ахмедович, председатель Верховного Совета Чеченской Республики — полномочия признаны 23 января 1996 г. (№ 2-СФ), председатель Палаты Представителей Народного Собрания Чеченской Республики — полномочия подтверждены 8 октября 1996 г. (№ 341-СФ), прекращены 20 мая 1998 г. (№ 185-СФ)

## Чувашская Республика — Чăваш республики
Указом Президента Российской Федерации от 9 июня 2001 г. № 679 в часть 1 статьи 65 Конституции Российской Федерации включено новое наименование субъекта Российской Федерации — Чувашская Республика — Чувашия вместо наименования Чувашская республика — Чăваш республики
1. Фёдоров, Николай Васильевич, Президент Чувашской Республики — Чăваш республики — полномочия признаны 23 января 1996 г. (№ 2-СФ), Президент Чувашской Республики — полномочия подтверждены 28 января 1998 г. (№ 3-СФ), прекращены с 1 января 2002 г. (№ 400-СФ от 26 декабря 2001 г.)
2. Шурчанов, Валентин Сергеевич, председатель Государственного Совета Чувашской Республики — Чăваш республики — полномочия признаны 23 января 1996 г. (№ 2-СФ), председатель Государственного Совета Чувашской Республики — полномочия прекращены 4 сентября 1998 г. (№ 390-СФ)
3. Кураков, Лев Пантелеймонович, председатель Государственного Совета Чувашской Республики — полномочия признаны 4 сентября 1998 г. (№ 391-СФ), прекращены 29 марта 2000 г. (№ 31-СФ)
4. Иванов, Николай Иванович, председатель Государственного Совета Чувашской Республики — полномочия подтверждены 29 марта 2000 г. (№ 32-СФ), прекращены с 7 сентября 2001 г. (№ 323-СФ от 14 ноября 2001 г.)

## Алтайский край
1. Коршунов, Лев Александрович, глава администрации Алтайского края — полномочия признаны 23 января 1996 г. (№ 2-СФ), прекращены 25 декабря 1996 г. (№ 425-СФ)
2. Суриков, Александр Александрович, председатель Алтайского краевого Законодательного Собрания — полномочия признаны 23 января 1996 г. (№ 2-СФ), глава администрации Алтайского края — полномочия подтверждены 25 декабря 1996 г. (№ 426-СФ), 19 апреля 2000 г. (№ 69-СФ), прекращены с 20 декабря 2001 г. (№ 393-СФ от 26 декабря 2001 г.)
3. Назарчук, Александр Григорьевич, председатель Алтайского краевого Законодательного Собрания — полномочия признаны 25 декабря 1996 г. (№ 426-СФ), председатель Алтайского краевого Совета народных депутатов — полномочия подтверждены 19 апреля 2000 г. (№ 69-СФ), прекращены с 20 декабря 2001 г. (№ 393-СФ от 26 декабря 2001 г.)

## Краснодарский край
1. Бекетов, Владимир Андреевич, председатель Законодательного Собрания Краснодарского края — полномочия признаны 23 января 1996 г. (№ 2-СФ), подтверждены 23 декабря 1998 г. (№ 522-СФ), прекращены с 1 января 2002 г. (№ 400-СФ от 26 декабря 2001 г.)
2. Харитонов, Евгений Михайлович, глава администрации Краснодарского края — полномочия признаны 23 января 1996 г. (№ 2-СФ), прекращены 17 июля 1996 г. (№ 260-СФ)
3. Егоров, Николай Дмитриевич, глава администрации Краснодарского края — полномочия признаны 17 июля 1996 г. (№ 261-СФ), прекращены 25 декабря 1996 г. (№ 425-СФ)
4. Кондратенко, Николай Игнатович, глава администрации Краснодарского края — полномочия признаны 25 декабря 1996 г. (№ 426-СФ), прекращены с 11 января 2001 г. (№ 2-СФ от 31 января 2001 г.)

## Красноярский край
1. Ермаченко, Станислав Васильевич, председатель Законодательного Собрания Красноярского края — полномочия признаны 23 января 1996 г. (№ 2-СФ), прекращены 28 января 1998 г. (№ 2-СФ)
2. Зубов, Валерий Михайлович, глава администрации Красноярского края — полномочия признаны 23 января 1996 г. (№ 2-СФ), губернатор Красноярского края — полномочия прекращены 10 июня 1998 г. (№ 218-СФ)
3. Усс, Александр Викторович, председатель Законодательного Собрания Красноярского края — полномочия признаны 28 января 1998 г. (№ 3-СФ), прекращены с 1 января 2002 г. (№ 400-СФ от 26 декабря 2001 г.)
4. Лебедь, Александр Иванович, губернатор Красноярского края — полномочия признаны 10 июня 1998 г. (№ 219-СФ), прекращены с 2 ноября 2001 г. (№ 323-СФ от 14 ноября 2001 г.)

## Приморский край
1. Ведерников, Владимир Павлович, председатель Думы Приморского края — полномочия признаны 23 января 1996 г. (№ 2-СФ), прекращены 22 января 1997 г. (№ 2-СФ)
2. Наздратенко, Евгений Иванович, губернатор Приморского края — полномочия признаны 23 января 1996 г. (№ 2-СФ), подтверждены 5 января 2000 г. (№ 3-СФ), прекращены с 29 августа 2001 г. (№ 294-СФ от 10 октября 2001 г.)
3. Литвинов, Николай Илларионович, председатель Думы Приморского края — полномочия признаны 22 января 1997 г. (№ 3-СФ), прекращены 28 января 1998 г. (№ 2-СФ)
4. Дудник, Сергей Александрович, председатель Думы Приморского края — полномочия признаны 28 января 1998 г. (№ 3-СФ), прекращены 19 апреля 2000 г. (№ 68-СФ)
5. Жеков, Сергей Викторович, председатель Думы Приморского края — полномочия подтверждены 19 апреля 2000 г. (№ 69-СФ), председатель Законодательного Собрания Приморского края — полномочия прекращены с 1 января 2002 г. (№ 400-СФ от 26 декабря 2001 г.)

## Ставропольский край
1. Зеренков, Валерий Георгиевич, председатель Государственной Думы Ставропольского края — полномочия признаны 23 января 1996 г. (№ 2-СФ), прекращены 28 января 1998 г. (№ 2-СФ)
2. Марченко, Петр Петрович, глава администрации Ставропольского края — полномочия признаны 23 января 1996 г. (№ 2-СФ), прекращены 4 декабря 1996 г. (№ 381-СФ)
3. Черногоров, Александр Леонидович, губернатор Ставропольского края — полномочия признаны 4 декабря 1996 г. (№ 382-СФ), прекращены с 25 января 2001 г. (№ 2-СФ от 31 января 2001 г.)
4. Шиянов, Александр Акимович, председатель Государственной Думы Ставропольского края — полномочия признаны 28 января 1998 г. (№ 3-СФ), прекращены с 1 января 2002 г. (№ 400-СФ от 26 декабря 2001 г.)

## Хабаровский край
1. Ишаев, Виктор Иванович, глава администрации Хабаровского края — полномочия признаны 23 января 1996 г. (№ 2-СФ), подтверждены 25 декабря 1996 г. (№ 426-СФ), прекращены с 15 декабря 2001 г. (№ 393-СФ от 26 декабря 2001 г.)
2. Озеров, Виктор Алексеевич, председатель Хабаровской краевой Думы — полномочия признаны 23 января 1996 г. (№ 2-СФ), председатель Законодательной Думы Хабаровского края — полномочия подтверждены 24 декабря 1997 г. (№ 420-СФ), прекращены с 15 декабря 2001 г. (№ 393-СФ от 26 декабря 2001 г.)

## Амурская область
1. Белоногов, Анатолий Николаевич, председатель Амурского областного Совета народных депутатов — полномочия признаны 23 января 1996 г. (№ 2-СФ), глава администрации Амурской области — полномочия подтверждены 16 апреля 1997 г. (№ 92-СФ), прекращены с 20 сентября 2001 г. (№ 294-СФ от 10 октября 2001 г.)
2. Дьяченко, Владимир Николаевич, глава администрации Амурской области — полномочия признаны 23 января 1996 г. (№ 2-СФ), прекращены 5 июня 1996 г. (№ 194-СФ)
3. Ляшко, Юрий Гаврилович, глава администрации Амурской области — полномочия признаны 26 июня 1996 г. (№ 239-СФ), прекращены 16 апреля 1997 г. (№ 91-СФ)
4. Марценко, Виктор Васильевич, председатель Амурского областного Совета народных депутатов — полномочия признаны 16 апреля 1997 г. (№ 92-СФ), прекращены с 14 декабря 2001 г. (№ 393-СФ от 26 декабря 2001 г.)

## Архангельская область
1. Балакшин, Павел Николаевич, глава администрации Архангельской области — полномочия признаны 23 января 1996 г. (№ 2-СФ), прекращены 10 апреля 1996 г. (№ 122-СФ)
2. Исаков, Николай Алексеевич, председатель Архангельского областного Собрания депутатов — полномочия признаны 23 января 1996 г. (№ 2-СФ), прекращены 17 июля 1996 г. (№ 260-СФ)
3. Ефремов, Анатолий Антонович, глава администрации Архангельской области — полномочия признаны 10 апреля 1996 г. (№ 123-СФ), подтверждены 22 января 1997 г. (№ 3-СФ), прекращены с 3 декабря 2001 г. (№ 356-СФ от 5 декабря 2001 г.)
4. Калямин, Вячеслав Иванович, председатель Архангельского областного Собрания депутатов — полномочия признаны 17 июля 1996 г. (№ 261-СФ), прекращены с 27 сентября 2001 г. (№ 295-СФ от 10 октября 2001 г.)

## Астраханская область
1. Бородаев, Валерий Васильевич, председатель Астраханского областного Представительного Собрания — полномочия признаны 23 января 1996 г. (№ 2-СФ), прекращены 3 декабря 1997 г. (№ 385-СФ)
2. Гужвин, Анатолий Петрович, глава администрации Астраханской области — полномочия признаны 23 января 1996 г. (№ 2-СФ), подтверждены 22 января 1997 г. (№ 3-СФ), прекращены с 15 февраля 2001 г. (№ 49-СФ от 22 февраля 2001 г.)
3. Анисимов, Павел Петрович, председатель Астраханского областного Представительного Собрания — полномочия признаны 3 декабря 1997 г. (№ 386-СФ), прекращены с 25 декабря 2001 г. (№ 393-СФ от 26 декабря 2001 г.)

## Белгородская область
1. Савченко, Евгений Степанович, глава администрации Белгородской области — полномочия признаны 23 января 1996 г. (№ 2-СФ), подтверждены 25 июня 1999 г. (№ 264-СФ), прекращены с 1 января 2002 г. (№ 400-СФ от 26 декабря 2001 г.)[3]
2. Селивёрстов, Юрий Иванович, председатель Белгородской областной Думы — полномочия признаны 23 января 1996 г. (№ 2-СФ), прекращены 3 декабря 1997 г. (№ 385-СФ)
3. Зеликов, Анатолий Яковлевич, председатель Белгородской областной Думы — полномочия признаны 3 декабря 1997 г. (№ 386-СФ), прекращены с 3 декабря 2001 г. (№ 356-СФ от 5 декабря 2001 г.)

## Брянская область
1. Барабанов, Владимир Александрович, глава администрации Брянской области — полномочия признаны 23 января 1996 г. (№ 2-СФ), прекращены 26 июня 1996 г. (№ 238-СФ)
2. Понасов, Степан Николаевич, председатель Брянской областной Думы — полномочия признаны 23 января 1996 г. (№ 2-СФ), подтверждены 25 декабря 1996 г. (№ 426-СФ), прекращены с 26 декабря 2000 г. (№ 2-СФ от 31 января 2001 г.)
3. Семернёв, Александр Михайлович, глава администрации Брянской области — полномочия признаны 26 июня 1996 г. (№ 239-СФ), прекращены 25 декабря 1996 г. (№ 425-СФ)
4. Лодкин, Юрий Евгеньевич, глава администрации Брянской области — полномочия признаны 25 декабря 1996 г. (№ 426-СФ), прекращены с 30 января 2001 г. (№ 2-СФ от 31 января 2001 г.)

## Владимирская область
1. Виноградов, Николай Владимирович, председатель Законодательного Собрания Владимирской области — полномочия признаны 23 января 1996 г. (№ 2-СФ), глава администрации Владимирской области — полномочия подтверждены 25 декабря 1996 г. (№ 426-СФ), прекращены с 28 февраля 2001 г. (№ 70-СФ от 14 марта 2001 г.)
2. Власов, Юрий Васильевич, глава администрации Владимирской области — полномочия признаны 23 января 1996 г. (№ 2-СФ), прекращены 25 декабря 1996 г. (№ 425-СФ)
3. Котов, Виталий Яковлевич, председатель Законодательного Собрания Владимирской области — полномочия признаны 22 января 1997 г. (№ 3-СФ), прекращены с 24 января 2001 г. (№ 2-СФ от 31 января 2001 г.)

## Волгоградская область
1. Семергей, Леонид Васильевич, председатель Волгоградской областной Думы — полномочия признаны 23 января 1996 г. (№ 2-СФ), прекращены 27 января 1999 г. (№ 2-СФ)
2. Шабунин, Иван Петрович, глава администрации Волгоградской области — полномочия признаны 23 января 1996 г. (№ 2-СФ), прекращены 22 января 1997 г. (№ 2-СФ)
3. Максюта, Николай Кириллович, глава администрации Волгоградской области — полномочия признаны 22 января 1997 г. (№ 3-СФ), прекращены с 25 января 2001 г. (№ 49-СФ от 22 февраля 2001 г.)
4. Приписнов, Виктор Иванович, председатель Волгоградской областной Думы — полномочия признаны 27 января 1999 г. (№ 3-СФ), прекращены с 14 июня 2001 г. (№ 201-СФ от 29 июня 2001 г.)

## Вологодская область
1. Подгорнов, Николай Михайлович, губернатор Вологодской области — полномочия признаны 23 января 1996 г. (№ 2-СФ), глава администрации Вологодской области — полномочия прекращены 5 июня 1996 г. (№ 194-СФ)
2. Судаков, Гурий Васильевич, председатель Законодательного Собрания Вологодской области — полномочия признаны 23 января 1996 г. (№ 2-СФ), прекращены 22 февраля 1996 г. (№ 71-СФ)
3. Хрипель, Геннадий Тимофеевич, председатель Законодательного Собрания Вологодской области — полномочия признаны 22 февраля 1996 г. (№ 70-СФ), подтверждены 22 апреля 1998 г. (№ 150-СФ), 16 февраля 2000 г. (№ 9-СФ), прекращены с 20 декабря 2001 г. (№ 393-СФ от 26 декабря 2001 г.)
4. Позгалев, Вячеслав Евгеньевич, глава администрации Вологодской области — полномочия признаны 26 июня 1996 г. (№ 239-СФ), губернатор Вологодской области — полномочия подтверждены 13 ноября 1996 г. (№ 345-СФ), 5 января 2000 г. (№ 3-СФ), прекращены с 3 октября 2001 г. (№ 294-СФ от 10 октября 2001 г.)

## Воронежская область
1. Ковалёв, Александр Яковлевич, глава администрации Воронежской области — полномочия признаны 23 января 1996 г. (№ 2-СФ), прекращены 8 октября 1996 г. (№ 340-СФ)
2. Шабанов, Иван Михайлович, председатель Воронежской областной Думы — полномочия признаны 23 января 1996 г. (№ 2-СФ), глава администрации Воронежской области — полномочия подтверждены 25 декабря 1996 г. (№ 426-СФ), прекращены с 15 февраля 2001 г. (№ 49-СФ от 22 февраля 2001 г.)
3. Цапин, Александр Николаевич, глава администрации Воронежской области — полномочия признаны 8 октября 1996 г. (№ 341-СФ), прекращены 25 декабря 1996 г. (№ 425-СФ)
4. Голиусов, Анатолий Семёнович, председатель Воронежской областной Думы — полномочия признаны 16 апреля 1997 г. (№ 92-СФ), прекращены с 12 июля 2001 г. (№ 235-СФ от 20 июля 2001 г.)

## Ивановская область
1. Тихомиров, Владислав Николаевич, председатель Законодательного Собрания Ивановской области — полномочия признаны 23 января 1996 г. (№ 2-СФ), глава администрации Ивановской области — полномочия подтверждены 6 февраля 1996 г. (№ 41-СФ), 25 декабря 1996 г. (№ 426-СФ), прекращены с 25 января 2001 г. (№ 2-СФ от 31 января 2001 г.)
2. Никологорский, Валерий Григорьевич, председатель Законодательного Собрания Ивановской области — полномочия признаны 22 февраля 1996 г. (№ 70-СФ), подтверждены 25 декабря 1996 г. (№ 426-СФ), прекращены с 9 января 2001 г. (№ 2-СФ от 31 января 2001 г.)

## Иркутская область
1. Зелент, Иван Зигмундович, председатель Законодательного Собрания Иркутской области — полномочия признаны 23 января 1996 г. (№ 2-СФ), подтверждены 17 июля 1996 г. (№ 261-СФ), прекращены с 15 марта 2001 г. (№ 92-СФ от 4 апреля 2001 г.)
2. Ножиков, Юрий Абрамович, губернатор Иркутской области — полномочия признаны 23 января 1996 г. (№ 2-СФ), прекращены 24 сентября 1997 г. (№ 296-СФ)
3. Говорин, Борис Александрович, губернатор Иркутской области — полномочия признаны 24 сентября 1997 г. (№ 297-СФ), прекращены с 1 января 2002 г. (№ 400-СФ от 26 декабря 2001 г.)

## Калининградская область
1. Маточкин, Юрий Семёнович, глава администрации Калининградской области — полномочия признаны 23 января 1996 г. (№ 2-СФ), прекращены 13 ноября 1996 г. (№ 344-СФ)
2. Устюгов, Валерий Николаевич, председатель Калининградской областной Думы — полномочия признаны 23 января 1996 г. (№ 2-СФ), подтверждены 13 ноября 1996 г. (№ 345-СФ), прекращены с 8 декабря 2000 г. (№ 304-СФ от 20 декабря 2000 г.)
3. Горбенко, Леонид Петрович, глава администрации (губернатор) Калининградской области — полномочия признаны 13 ноября 1996 г. (№ 345-СФ), прекращены с 18 декабря 2000 г. (№ 304-СФ от 20 декабря 2000 г.)

## Калужская область
1. Сударенков, Валерий Васильевич, председатель Законодательного Собрания Калужской области — полномочия признаны 23 января 1996 г. (№ 2-СФ), губернатор Калужской области — полномочия подтверждены 4 декабря 1996 г. (№ 382-СФ), прекращены с 18 ноября 2000 г. (№ 284-СФ от 24 ноября 2000 г.)
2. Савченко, Олег Витальевич, глава администрации Калужской области — полномочия признаны 19 марта 1996 г. (№ 92-СФ), прекращены 4 декабря 1996 г. (№ 381-СФ)
3. Колесников, Виктор Михайлович, председатель Законодательного Собрания Калужской области — полномочия признаны 4 декабря 1996 г. (№ 382-СФ), прекращены с 4 марта 2001 г. (№ 70-СФ от 14 марта 2001 г.)

## Камчатская область
1. Бирюков, Владимир Афанасьевич, глава администрации Камчатской области — полномочия признаны 23 января 1996 г. (№ 2-СФ), губернатор Камчатской области — полномочия подтверждены 25 декабря 1996 г. (№ 426-СФ), прекращены с 25 января 2001 г. (№ 2-СФ от 31 января 2001 г.)
2. Машковцев, Михаил Борисович, председатель Законодательного Собрания Камчатской области — полномочия признаны 23 января 1996 г. (№ 2-СФ), прекращены 28 января 1998 г. (№ 2-СФ)
3. Бойцов, Лев Николаевич, председатель Совета народных депутатов Камчатской области — полномочия признаны 28 января 1998 г. (№ 3-СФ), прекращены с 21 декабря 2001 г. (№ 393-СФ от 26 декабря 2001 г.)

## Кемеровская область
1. Кислюк, Михаил Борисович, глава администрации Кемеровской области — полномочия признаны 23 января 1996 г. (№ 2-СФ), прекращены 3 июля 1997 г. (№ 220-СФ)
2. Тулеев, Аман-Гельды Молдагазыевич, председатель Законодательного Собрания Кемеровской области — полномочия признаны 23 января 1996 г. (№ 2-СФ), прекращены 10 декабря 1996 г. (№ 416-СФ), глава администрации Кемеровской области — полномочия признаны 24 сентября 1997 г. (№ 297-СФ), губернатор Кемеровской области — полномочия подтверждены 5 ноября 1997 г. (№ 346-СФ), прекращены с 27 июня 2001 г. (№ 201-СФ от 29 июня 2001 г.)
3. Филатов, Александр Алексеевич, председатель Законодательного Собрания Кемеровской области — полномочия признаны 22 января 1997 г. (№ 3-СФ), прекращены 17 мая 1999 г. (№ 192-СФ)
4. Дюдяев, Геннадий Тимофеевич, председатель Совета народных депутатов Кемеровской области — полномочия признаны 17 мая 1999 г. (№ 193-СФ), прекращены с 24 ноября 2001 г. (№ 356-СФ от 5 декабря 2001 г.)

## Кировская область
1. Десятников, Василий Алексеевич, глава администрации Кировской области — полномочия признаны 23 января 1996 г. (№ 2-СФ), прекращены 13 ноября 1996 г. (№ 344-СФ)
2. Михеев, Михаил Александрович, председатель Кировской областной Думы — полномочия признаны 23 января 1996 г. (№ 2-СФ), подтверждены 16 апреля 1997 г. (№ 92-СФ), прекращены с 9 апреля 2001 г. (№ 125-СФ от 16 мая 2001 г.)
3. Сергеенков, Владимир Нилович, губернатор Кировской области — полномочия признаны 13 ноября 1996 г. (№ 345-СФ), подтверждены 19 апреля 2000 г. (№ 69-СФ), прекращены с 1 января 2002 г. (№ 398-СФ от 26 декабря 2001 г.)

## Костромская область
1. Арбузов, Валерий Петрович, глава администрации Костромской области — полномочия признаны 23 января 1996 г. (№ 2-СФ), прекращены 22 января 1997 г. (№ 2-СФ)
2. Бычков, Андрей Иванович, председатель Костромской областной Думы — полномочия признаны 23 января 1996 г. (№ 2-СФ), подтверждены 25 декабря 1996 г. (№ 426-СФ), прекращены с 7 июня 2001 г. (№ 201-СФ от 29 июня 2001 г.)
3. Шершунов, Виктор Андреевич, глава администрации Костромской области — полномочия признаны 22 января 1997 г. (№ 3-СФ), прекращены с 25 января 2001 г. (№ 2-СФ от 31 января 2001 г.)

## Курганская область
1. Богомолов, Олег Алексеевич, председатель Курганской областной Думы — полномочия признаны 23 января 1996 г. (№ 2-СФ), глава администрации (губернатор) Курганской области — полномочия подтверждены 25 декабря 1996 г. (№ 426-СФ), прекращены с 26 апреля 2001 г. (№ 125-СФ от 16 мая 2001 г.)
2. Соболев, Анатолий Николаевич, глава администрации Курганской области — полномочия признаны 23 января 1996 г. (№ 2-СФ), прекращены 25 декабря 1996 г. (№ 425-СФ)
3. Ефремов, Лев Григорьевич, председатель Курганской областной Думы — полномочия признаны 25 декабря 1996 г. (№ 426-СФ), прекращены с 26 апреля 2001 г. (№ 125-СФ от 16 мая 2001 г.)

## Курская область
1. Пятницкий, Юрий Георгиевич, председатель Курской областной Думы — полномочия признаны 23 января 1996 г. (№ 2-СФ), прекращены 12 февраля 1997 г. (№ 29-СФ)
2. Шутеев, Василий Иванович, глава администрации Курской области — полномочия признаны 23 января 1996 г. (№ 2-СФ), прекращены 13 ноября 1996 г. (№ 344-СФ)
3. Руцкой, Александр Владимирович, глава администрации Курской области — полномочия признаны 13 ноября 1996 г. (№ 345-СФ), прекращены с 23 ноября 2000 г. (№ 284-СФ от 24 ноября 2000 г.)
4. Черных, Виктор Дмитриевич, председатель Курской областной Думы — полномочия признаны 12 февраля 1997 г. (№ 30-СФ), прекращены с 30 января 2001 г. (№ 2-СФ от 31 января 2001 г.)

## Ленинградская область
1. Беляков, Александр Семёнович, губернатор Ленинградской области — полномочия признаны 23 января 1996 г. (№ 2-СФ), прекращены 8 октября 1996 г. (№ 340-СФ)
2. Иванов, Василий Васильевич (политик), председатель Законодательного Собрания Ленинградской области — полномочия признаны 23 января 1996 г. (№ 2-СФ), прекращены 28 января 1998 г. (№ 2-СФ)
3. Густов, Вадим Анатольевич, губернатор Ленинградской области — полномочия признаны 8 октября 1996 г. (№ 341-СФ), прекращены 2 июля 1999 г. (№ 340-СФ)
4. Климов, Виталий Николаевич, председатель Законодательного Собрания Ленинградской области — полномочия признаны 28 января 1998 г. (№ 3-СФ), прекращены с 1 января 2002 г. (№ 400-СФ от 26 декабря 2001 г.)
5. Сердюков, Валерий Павлович, губернатор Ленинградской области — полномочия подтверждены 13 октября 1999 г. (№ 380-СФ), прекращены с 12 июля 2001 г. (№ 294-СФ от 10 октября 2001 г.)

## Липецкая область
1. Королёв, Олег Петрович, председатель Липецкого областного Собрания депутатов — полномочия признаны 23 января 1996 г. (№ 2-СФ), глава администрации Липецкой области — полномочия подтверждены 22 апреля 1998 г. (№ 150-СФ), прекращены с 1 января 2002 г. (№ 400-СФ от 26 декабря 2001 г.)
2. Наролин, Михаил Тихонович, глава администрации Липецкой области — полномочия признаны 23 января 1996 г. (№ 2-СФ), прекращены 22 апреля 1998 г. (№ 149-СФ)
3. Савенков, Анатолий Иванович, председатель Липецкого областного Совета депутатов — полномочия признаны 10 июня 1998 г. (№ 219-СФ), прекращены с 25 декабря 2001 г. (№ 393-СФ от 26 декабря 2001 г.)

## Магаданская область
1. Лисецкий, Пётр Иванович, председатель Магаданской областной Думы — полномочия признаны 23 января 1996 г. (№ 2-СФ), прекращены 3 июля 1997 г. (№ 220-СФ)
2. Михайлов, Виктор Григорьевич, глава администрации Магаданской области — полномочия признаны 23 января 1996 г. (№ 2-СФ), прекращены 4 декабря 1996 г. (№ 381-СФ)
3. Цветков, Валентин Иванович, губернатор Магаданской области — полномочия признаны 4 декабря 1996 г. (№ 382-СФ), прекращены с 25 ноября 2000 г. (№ 304-СФ от 20 декабря 2000 г.)
4. Пехтин, Владимир Алексеевич, председатель Магаданской областной Думы — полномочия признаны 3 июля 1997 г. (№ 221-СФ), прекращены 16 февраля 2000 г. (№ 8-СФ)
5. Розенблюм, Илья Семёнович, председатель Магаданской областной Думы — полномочия подтверждены 16 февраля 2000 г. (№ 9-СФ), прекращены с 4 июня 2001 г. (№ 168-СФ от 6 июня 2001 г.)

## Московская область
1. Воронцов, Алексей Алексеевич, председатель Московской областной Думы — полномочия признаны 23 января 1996 г. (№ 2-СФ), прекращены 28 января 1998 г. (№ 2-СФ)
2. Тяжлов, Анатолий Степанович, глава администрации Московской области — полномочия признаны 23 января 1996 г. (№ 2-СФ), прекращены 16 февраля 2000 г. (№ 8-СФ)
3. Жаров, Александр Евгеньевич, председатель Московской областной Думы — полномочия признаны 28 января 1998 г. (№ 3-СФ), прекращены с 1 января 2002 г. (№ 400-СФ от 26 декабря 2001 г.)
4. Громов, Борис Всеволодович, губернатор Московской области — полномочия подтверждены 16 февраля 2000 г. (№ 9-СФ), прекращены с 1 января 2002 г. (№ 398-СФ от 26 декабря 2001 г.)

## Мурманская область
1. Комаров, Евгений Борисович, глава администрации Мурманской области — полномочия признаны 23 января 1996 г. (№ 2-СФ), прекращены 10 декабря 1996 г. (№ 416-СФ)
2. Сажинов, Павел Александрович, председатель Мурманской областной Думы — полномочия признаны 23 января 1996 г. (№ 2-СФ), подтверждены 28 января 1998 г. (№ 3-СФ), прекращены с 1 января 2002 г. (№ 400-СФ от 26 декабря 2001 г.)
3. Евдокимов, Юрий Алексеевич, глава администрации Мурманской области — полномочия признаны 10 декабря 1996 г. (№ 417-СФ), губернатор Мурманской области — полномочия подтверждены 19 апреля 2000 г. (№ 69-СФ), прекращены с 23 ноября 2001 г. (№ 356-СФ от 5 декабря 2001 г.)

## Нижегородская область
1. Козерадский, Анатолий Александрович, председатель Законодательного Собрания Нижегородской области — полномочия признаны 23 января 1996 г. (№ 2-СФ), подтверждены 22 апреля 1998 г. (№ 150-СФ), прекращены с 29 ноября 2001 г. (№ 356-СФ от 5 декабря 2001 г.)
2. Немцов, Борис Ефимович, губернатор Нижегородской области — полномочия признаны 23 января 1996 г. (№ 2-СФ), прекращены 16 апреля 1997 г. (№ 91-СФ)
3. Скляров, Иван Петрович, губернатор Нижегородской области — полномочия признаны 24 сентября 1997 г. (№ 297-СФ), прекращены с 20 ноября 2001 г. (№ 356-СФ от 5 декабря 2001 г.)

## Новгородская область
1. Бойцев, Анатолий Александрович, председатель Новгородской областной Думы — полномочия признаны 23 января 1996 г. (№ 2-СФ), подтверждены 5 ноября 1997 г. (№ 346-СФ), прекращены с 28 ноября 2001 г. (№ 356-СФ от 5 декабря 2001 г.)
2. Прусак, Михаил Михайлович, глава администрации Новгородской области — полномочия признаны 23 января 1996 г. (№ 2-СФ), губернатор Новгородской области — полномочия подтверждены 13 октября 1999 г. (№ 380-СФ), прекращены с 2 ноября 2001 г. (№ 323-СФ от 14 ноября 2001 г.)

## Новосибирская область
1. Муха, Виталий Петрович, глава администрации Новосибирской области — полномочия признаны 23 января 1996 г. (№ 2-СФ), прекращены 16 февраля 2000 г. (№ 8-СФ)
2. Сычев, Анатолий Павлович, председатель Новосибирского областного Совета депутатов — полномочия признаны 23 января 1996 г. (№ 2-СФ), прекращены 28 января 1998 г. (№ 2-СФ)
3. Леонов, Виктор Васильевич, председатель Новосибирского областного Совета депутатов — полномочия признаны 28 января 1998 г. (№ 3-СФ), прекращены с 20 декабря 2001 г. (№ 393-СФ от 26 декабря 2001 г.)
4. Толоконский, Виктор Александрович, глава администрации Новосибирской области — полномочия подтверждены 16 февраля 2000 г. (№ 9-СФ), прекращены с 21 ноября 2001 г. (№ 356-СФ от 5 декабря 2001 г.)

## Омская область
1. Варнавский, Владимир Алексеевич, председатель Законодательного Собрания Омской области — полномочия признаны 23 января 1996 г. (№ 2-СФ), подтверждены 1 апреля 1998 г. (№ 112-СФ), прекращены с 1 января 2002 г. (№ 400-СФ от 26 декабря 2001 г.)
2. Полежаев, Леонид Константинович, губернатор Омской области — полномочия признаны 23 января 1996 г. (№ 2-СФ), глава администрации (губернатор) Омской области — полномочия подтверждены 17 сентября 1999 г. (№ 372-СФ), прекращены с 4 декабря 2001 г. (№ 393-СФ от 26 декабря 2001 г.)

## Оренбургская область
1. Григорьев, Валерий Николаевич, председатель Законодательного Собрания Оренбургской области — полномочия признаны 23 января 1996 г. (№ 2-СФ), подтверждены 22 апреля 1998 г. (№ 150-СФ), прекращены с 21 декабря 2001 г. (№ 393-СФ от 26 декабря 2001 г.)
2. Елагин, Владимир Васильевич, глава администрации Оренбургской области — полномочия признаны 23 января 1996 г. (№ 2-СФ), прекращены 5 января 2000 г. (№ 2-СФ)
3. Чернышев, Алексей Андреевич, глава администрации Оренбургской области — полномочия подтверждены 5 января 2000 г. (№ 3-СФ), прекращены с 21 декабря 2001 г. (№ 393-СФ от 26 декабря 2001 г.)

## Орловская область
1. Володин, Николай Андреевич, председатель Орловской областной Думы — полномочия признаны 23 января 1996 г. (№ 2-СФ), председатель Орловского областного Совета народных депутатов — полномочия подтверждены 1 апреля 1998 г. (№ 112-СФ), прекращены с 1 января 2002 г. (№ 400-СФ от 26 декабря 2001 г.)[3]
2. Строев, Егор Семёнович, глава администрации Орловской области — полномочия признаны 23 января 1996 г. (№ 2-СФ), подтверждены 5 ноября 1997 г. (№ 346-СФ), прекращены с 1 января 2002 г. (№ 400-СФ от 26 декабря 2001 г.)[3]

## Пензенская область
1. Вечкасов, Юрий Иванович, председатель Законодательного Собрания Пензенской области — полномочия признаны 23 января 1996 г. (№ 2-СФ), подтверждены 24 декабря 1997 г. (№ 420-СФ), прекращены с 21 декабря 2001 г. (№ 393-СФ от 26 декабря 2001 г.)
2. Ковлягин, Анатолий Фёдорович, глава администрации Пензенской области — полномочия признаны 23 января 1996 г. (№ 2-СФ), прекращены 22 апреля 1998 г. (№ 149-СФ)
3. Бочкарев, Василий Кузьмич, глава администрации Пензенской области — полномочия признаны 22 апреля 1998 г. (№ 150-СФ), прекращены с 27 марта 2001 г. (№ 92-СФ от 4 апреля 2001 г.)

## Пермская область
1. Игумнов, Геннадий Вячеславович, глава администрации Пермской области — полномочия признаны 23 января 1996 г. (№ 2-СФ), губернатор Пермской области — полномочия подтверждены 22 января 1997 г. (№ 3-СФ), прекращены с 18 января 2001 г. (№ 2-СФ от 31 января 2001 г.)
2. Сапиро, Евгений Саулович, председатель Законодательного Собрания Пермской области — полномочия признаны 23 января 1996 г. (№ 2-СФ), прекращены 28 января 1998 г. (№ 2-СФ)
3. Медведев, Юрий Германович, председатель Законодательного Собрания Пермской области — полномочия признаны 28 января 1998 г. (№ 3-СФ), прекращены 16 февраля 2000 г. (№ 8-СФ)
4. Девяткин, Николай Андреевич, председатель Законодательного Собрания Пермской области — полномочия подтверждены 16 февраля 2000 г. (№ 9-СФ), прекращены с 4 октября 2001 г. (№ 294-СФ от 10 октября 2001 г.)

## Псковская область
1. Туманов, Владислав Николаевич, глава администрации Псковской области — полномочия признаны 23 января 1996 г. (№ 2-СФ), прекращены 4 декабря 1996 г. (№ 381-СФ)
2. Шматов, Юрий Анисимович, председатель Псковского областного Собрания депутатов — полномочия признаны 23 января 1996 г. (№ 2-СФ), подтверждены 22 апреля 1998 г. (№ 150-СФ), прекращены с 1 января 2002 г. (№ 398-СФ от 26 декабря 2001 г.)
3. Михайлов, Евгений Эдуардович, глава администрации Псковской области — полномочия признаны 4 декабря 1996 г. (№ 382-СФ), прекращены с 21 декабря 2000 г. (№ 2-СФ от 31 января 2001 г.)

## Ростовская область
1. Попов, Александр Васильевич, председатель Законодательного Собрания Ростовской области — полномочия признаны 23 января 1996 г. (№ 2-СФ), подтверждены 22 апреля 1998 г. (№ 150-СФ), прекращены с 21 декабря 2001 г. (№ 393-СФ от 26 декабря 2001 г.)
2. Чуб, Владимир Фёдорович, глава администрации Ростовской области — полномочия признаны 23 января 1996 г. (№ 2-СФ), глава администрации (губернатор) Ростовской области — полномочия подтверждены 13 ноября 1996 г. (№ 345-СФ), прекращены с 11 декабря 2001 г. (№ 393-СФ от 26 декабря 2001 г.)

## Рязанская область
1. Косиков, Михаил Филиппович, председатель Рязанской областной Думы — полномочия признаны 23 января 1996 г. (№ 2-СФ), прекращены 16 апреля 1997 г. (№ 91-СФ)
2. Меркулов, Геннадий Константинович, глава администрации Рязанской области — полномочия признаны 23 января 1996 г. (№ 2-СФ), прекращены 10 декабря 1996 г. (№ 416-СФ)
3. Любимов, Вячеслав Николаевич, глава администрации Рязанской области — полномочия признаны 22 января 1997 г. (№ 3-СФ), прекращены с 27 января 2001 г. (№ 2-СФ от 31 января 2001 г.)
4. Федоткин, Владимир Николаевич, председатель Рязанской областной Думы — полномочия признаны 16 апреля 1997 г. (№ 92-СФ), прекращены с 22 августа 2001 г. (№ 294-СФ от 10 октября 2001 г.)

## Самарская область
1. Ковальский, Леон Иосифович, председатель Самарской Губернской Думы — полномочия признаны 23 января 1996 г. (№ 2-СФ), подтверждены 24 декабря 1997 г. (№ 420-СФ), прекращены с 3 декабря 2001 г. (№ 356-СФ от 5 декабря 2001 г.)
2. Титов, Константин Алексеевич, глава администрации Самарской области — полномочия признаны 23 января 1996 г. (№ 2-СФ), губернатор Самарской области — полномочия подтверждены 25 декабря 1996 г. (№ 426-СФ), 26 июля 2000 г. (№ 206-СФ), прекращены с 27 декабря 2001 г. (№ 396-СФ от 26 декабря 2001 г.)

## Саратовская область
1. Белых, Юрий Васильевич, глава администрации Саратовской области — полномочия признаны 23 января 1996 г. (№ 2-СФ), прекращены 10 апреля 1996 г. (№ 122-СФ)
2. Харитонов, Александр Петрович, председатель Саратовской областной Думы — полномочия признаны 23 января 1996 г. (№ 2-СФ), подтверждены 24 сентября 1997 г. (№ 297-СФ), прекращены с 12 сентября 2001 г. (№ 294-СФ от 10 октября 2001 г.)
3. Аяцков, Дмитрий Фёдорович, глава администрации Саратовской области — полномочия признаны 15 мая 1996 г. (№ 150-СФ), губернатор Саратовской области — полномочия подтверждены 8 октября 1996 г. (№ 341-СФ), 19 апреля 2000 г. (№ 69-СФ), прекращены с 19 декабря 2000 г. (№ 304-СФ от 20 декабря 2000 г.)

## Сахалинская область
1. Фархутдинов, Игорь Павлович, глава администрации Сахалинской области — полномочия признаны 23 января 1996 г. (№ 2-СФ), губернатор Сахалинской области — полномочия подтверждены 13 ноября 1996 г. (№ 345-СФ), прекращены с 18 января 2001 г. (№ 2-СФ от 31 января 2001 г.)
2. Максутов, Валиулла Сафиуллович, председатель Сахалинской областной Думы — полномочия признаны 17 июля 1996 г. (№ 261-СФ), прекращены 13 ноября 1996 г. (№ 344-СФ)
3. Третяк, Борис Никитович, председатель Сахалинской областной Думы — полномочия признаны 13 ноября 1996 г. (№ 345-СФ), прекращены с 13 декабря 2001 г. (№ 393-СФ от 26 декабря 2001 г.)

## Свердловская область
1. Россель, Эдуард Эргартович, губернатор Свердловской области — полномочия признаны 23 января 1996 г. (№ 2-СФ), подтверждены 13 октября 1999 г. (№ 380-СФ), прекращены с 1 января 2002 г. (№ 398-СФ от 26 декабря 2001 г.)
2. Сурганов, Вячеслав Сергеевич, председатель Свердловской областной Думы — полномочия признаны 23 января 1996 г. (№ 2-СФ), председатель Областной Думы Законодательного Собрания Свердловской области — полномочия подтверждены 5 июня 1996 г. (№ 195-СФ), прекращены 14 мая 1997 г. (№ 131-СФ), признаны 9 июля 1998 г. (№ 253-СФ), прекращены 17 мая 1999 г. (№ 192-СФ)
3. Шапошников, Александр Юрьевич, председатель Палаты Представителей Законодательного Собрания Свердловской области — полномочия признаны 14 мая 1997 г. (№ 132-СФ), прекращены 9 июля 1998 г. (№ 252-СФ)
4. Голенищев, Пётр Ефимович, председатель Палаты Представителей Законодательного Собрания Свердловской области — полномочия признаны 17 мая 1999 г. (№ 193-СФ), прекращены 7 июня 2000 г. (№ 128-СФ)
5. Порунов, Евгений Николаевич, председатель Областной Думы Законодательного Собрания Свердловской области — полномочия подтверждены 7 июня 2000 г. (№ 129-СФ), прекращены с 27 ноября 2001 г. (№ 356-СФ от 5 декабря 2001 г.)

## Смоленская область
1. Антуфьев, Сергей Владимирович, председатель Смоленской областной Думы — полномочия признаны 23 января 1996 г. (№ 2-СФ), прекращены 28 января 1998 г. (№ 2-СФ)
2. Глушенков, Анатолий Егорович, глава администрации Смоленской области — полномочия признаны 23 января 1996 г. (№ 2-СФ), прекращены 10 июня 1998 г. (№ 218-СФ)
3. Анисимов, Владимир Иванович, председатель Смоленской областной Думы — полномочия признаны 28 января 1998 г. (№ 3-СФ), прекращены с 1 января 2002 г. (№ 400-СФ от 26 декабря 2001 г.)
4. Прохоров, Александр Дмитриевич, глава администрации Смоленской области — полномочия признаны 10 июня 1998 г. (№ 219-СФ), прекращены с 18 декабря 2001 г. (№ 393-СФ от 26 декабря 2001 г.)

## Тамбовская область
1. Рябов, Александр Иванович, глава администрации Тамбовской области — полномочия признаны 23 января 1996 г. (№ 2-СФ), прекращены 5 января 2000 г. (№ 2-СФ)
2. Карев, Владимир Николаевич, председатель Тамбовской областной Думы — полномочия признаны 6 февраля 1996 г. (№ 41-СФ), подтверждены 28 января 1998 г. (№ 3-СФ), прекращены с 1 января 2002 г. (№ 400-СФ от 26 декабря 2001 г.)[4]
3. Бетин, Олег Иванович, глава администрации Тамбовской области — полномочия подтверждены 5 января 2000 г. (№ 3-СФ), прекращены с 11 декабря 2001 г. (№ 393-СФ от 26 декабря 2001 г.)

## Тверская область
1. Курбатов, Владимир Николаевич, председатель Законодательного Собрания Тверской области — полномочия признаны 23 января 1996 г. (№ 2-СФ), прекращены 28 января 1998 г. (№ 2-СФ)
2. Платов, Владимир Игнатьевич, губернатор Тверской области — полномочия признаны 23 января 1996 г. (№ 2-СФ), подтверждены 16 февраля 2000 г. (№ 9-СФ), прекращены с 31 мая 2001 г. (№ 168-СФ от 6 июня 2001 г.)
3. Миронов, Вячеслав Александрович, председатель Законодательного Собрания Тверской области — полномочия признаны 28 января 1998 г. (№ 3-СФ), прекращены с 25 декабря 2001 г. (№ 393-СФ от 26 декабря 2001 г.)

## Томская область
1. Кресс, Виктор Мельхиорович, губернатор Томской области — полномочия признаны 23 января 1996 г. (№ 2-СФ), глава администрации (губернатор) Томской области — полномочия подтверждены 13 октября 1999 г. (№ 380-СФ), прекращены с 1 января 2002 г. (№ 400-СФ от 26 декабря 2001 г.)[3]
2. Мальцев, Борис Алексеевич, председатель Государственной Думы Томской области — полномочия признаны 23 января 1996 г. (№ 2-СФ), подтверждены 28 января 1998 г. (№ 3-СФ), прекращены с 1 января 2002 г. (№ 400-СФ от 26 декабря 2001 г.)[3]

## Тульская область
1. Деревянко, Виктор Васильевич, председатель Тульской областной Думы — полномочия признаны 23 января 1996 г. (№ 2-СФ), прекращены 12 февраля 1997 г. (№ 29-СФ)
2. Севрюгин, Николай Васильевич, глава администрации Тульской области — полномочия признаны 23 января 1996 г. (№ 2-СФ), прекращены 16 апреля 1997 г. (№ 91-СФ)
3. Иванов, Игорь Викторович, председатель Тульской областной Думы — полномочия признаны 12 февраля 1997 г. (№ 30-СФ), прекращены с 21 декабря 2000 г. (№ 2-СФ от 31 января 2001 г.)
4. Стародубцев, Василий Александрович, губернатор Тульской области — полномочия признаны 16 апреля 1997 г. (№ 92-СФ), прекращены с 25 декабря 2001 г. (№ 393-СФ от 26 декабря 2001 г.)

## Тюменская область
1. Барышников, Николай Павлович, председатель Тюменской областной Думы — полномочия признаны 23 января 1996 г. (№ 2-СФ), прекращены 18 февраля 1998 г. (№ 38-СФ)
2. Рокецкий, Леонид Юлианович, глава администрации Тюменской области — полномочия признаны 23 января 1996 г. (№ 2-СФ), губернатор Тюменской области — полномочия подтверждены 22 января 1997 г. (№ 3-СФ), прекращены с 27 февраля 2001 г. (№ 70-СФ от 14 марта 2001 г.)
3. Корепанов, Сергей Евгеньевич, председатель Тюменской областной Думы — полномочия признаны 18 февраля 1998 г. (№ 39-СФ), прекращены с 1 января 2002 г. (№ 400-СФ от 26 декабря 2001 г.)

## Ульяновская область
1. Горячев, Юрий Фролович, глава администрации Ульяновской области — полномочия признаны 23 января 1996 г. (№ 2-СФ), подтверждены 22 января 1997 г. (№ 3-СФ), прекращены с 18 января 2001 г. (№ 2-СФ от 31 января 2001 г.)
2. Рябухин, Сергей Николаевич, председатель Законодательного Собрания Ульяновской области — полномочия признаны 23 января 1996 г. (№ 2-СФ), подтверждены 5 января 2000 г. (№ 3-СФ), прекращены с 29 октября 2001 г. (№ 323-СФ от 14 ноября 2001 г.)

## Челябинская область
1. Давыдов, Виктор Фёдорович, председатель Челябинской областной Думы — полномочия признаны 23 января 1996 г. (№ 2-СФ), председатель Законодательного Собрания Челябинской области — полномочия подтверждены 22 января 1997 г. (№ 3-СФ), прекращены с 29 марта 2001 г. (№ 92-СФ от 4 апреля 2001 г.)
2. Соловьёв, Вадим Павлович, глава администрации Челябинской области — полномочия признаны 23 января 1996 г. (№ 2-СФ), прекращены 22 января 1997 г. (№ 2-СФ)
3. Сумин, Пётр Иванович, глава администрации Челябинской области — полномочия признаны 22 января 1997 г. (№ 3-СФ), прекращены с 29 марта 2001 г. (№ 92-СФ от 4 апреля 2001 г.)

## Читинская область
1. Вишняков, Виталий Евгеньевич, председатель Читинской областной Думы — полномочия признаны 23 января 1996 г. (№ 2-СФ), подтверждены 4 декабря 1996 г. (№ 382-СФ), прекращены с 20 декабря 2000 г. (№ 2-СФ от 31 января 2001 г.)
2. Гениатулин, Равиль Фаритович, глава администрации Читинской области — полномочия признаны 6 февраля 1996 г. (№ 41-СФ), подтверждены 13 ноября 1996 г. (№ 345-СФ), прекращены с 24 января 2001 г. (№ 2-СФ от 31 января 2001 г.)

## Ярославская область
1. Лисицын, Анатолий Иванович, губернатор Ярославской области — полномочия признаны 23 января 1996 г. (№ 2-СФ), подтверждены 16 февраля 2000 г. (№ 9-СФ), прекращены с 31 октября 2001 г. (№ 323-СФ от 14 ноября 2001 г.)
2. Вахруков, Сергей Алексеевич, председатель Государственной Думы Ярославской области — полномочия признаны 10 апреля 1996 г. (№ 123-СФ), прекращены 7 июня 2000 г. (№ 128-СФ)
3. Крутиков, Андрей Геннадьевич, председатель Государственной Думы Ярославской области — полномочия подтверждены 7 июня 2000 г. (№ 129-СФ), прекращены с 12 ноября 2001 г. (№ 323-СФ от 14 ноября 2001 г.)

## Город федерального значения Москва
1. Лужков, Юрий Михайлович, мэр, премьер правительства Москвы — полномочия признаны 23 января 1996 г. (№ 2-СФ), мэр Москвы — полномочия подтверждены 26 июня 1996 г. (№ 239-СФ), 5 января 2000 г. (№ 3-СФ), прекращены с 1 января 2002 г. (№ 400-СФ от 26 декабря 2001 г.)
2. Платонов, Владимир Михайлович, председатель Московской городской Думы — полномочия признаны 23 января 1996 г. (№ 2-СФ), подтверждены 17 июля 1996 г. (№ 261-СФ), 22 января 1997 г. (№ 3-СФ), 3 июля 1997 г. (№ 221-СФ), 28 января 1998 г. (№ 3-СФ), 9 июля 1998 г. (№ 253-СФ), 2 июля 1999 г. (№ 341-СФ), прекращены с 6 октября 2001 г. (№ 294-СФ от 10 октября 2001 г.)

## Город федерального значения Санкт-Петербург
1. Кравцов, Юрий Анатольевич, председатель Законодательного Собрания Санкт-Петербурга — полномочия признаны 23 января 1996 г. (№ 2-СФ), прекращены 31 марта 1999 г. (№ 120-СФ)
2. Собчак, Анатолий Александрович, мэр, председатель правительства Санкт-Петербурга — полномочия признаны 23 января 1996 г. (№ 2-СФ), прекращены 26 июня 1996 г. (№ 238-СФ)
3. Яковлев, Владимир Анатольевич, губернатор Санкт-Петербурга — полномочия признаны 26 июня 1996 г. (№ 239-СФ), подтверждены 7 июня 2000 г. (№ 129-СФ), прекращены с 1 января 2002 г. (№ 400-СФ от 26 декабря 2001 г.)
4. Тарасов, Сергей Борисович, председатель Законодательного Собрания Санкт-Петербурга — полномочия подтверждены 28 июня 2000 г. (№ 171-СФ), прекращены с 13 июня 2001 г. (№ 201-СФ от 29 июня 2001 г.)

## Еврейская автономная область
1. Вавилов, Станислав Владимирович, председатель Законодательного Собрания народных депутатов Еврейской автономной области — полномочия признаны 23 января 1996 г. (№ 2-СФ), председатель Законодательного Собрания Еврейской автономной области — полномочия подтверждены 3 декабря 1997 г. (№ 386-СФ), прекращены с 28 февраля 2001 г. (№ 70-СФ от 14 марта 2001 г.)
2. Волков, Николай Михайлович, глава администрации Еврейской автономной области — полномочия признаны 23 января 1996 г. (№ 2-СФ), подтверждены 13 ноября 1996 г. (№ 345-СФ), губернатор Еврейской автономной области — полномочия подтверждены 19 апреля 2000 г. (№ 69-СФ), прекращены с 29 ноября 2000 г. (№ 304-СФ от 20 декабря 2000 г.)

## Агинский Бурятский автономный округ
1. Аюшиев, Болот Ванданович, глава администрации Агинского Бурятского автономного округа — полномочия признаны 23 января 1996 г. (№ 2-СФ), прекращены 12 февраля 1997 г. (№ 29-СФ)
2. Рабданов, Владимир Рабданович, председатель Агинской Бурятской окружной Думы — Парламента — полномочия признаны 23 января 1996 г. (№ 2-СФ), прекращены 4 декабря 1996 г. (№ 381-СФ)
3. Дугаров, Даши Цыденович, председатель Агинской Бурятской окружной Думы — Парламента — полномочия признаны 4 декабря 1996 г. (№ 382-СФ), прекращены с 28 февраля 2001 г. (№ 70-СФ от 14 марта 2001 г.)
4. Жамсуев, Баир Баясхаланович, глава администрации Агинского Бурятского автономного округа — полномочия признаны 5 марта 1997 г. (№ 85-СФ), прекращены с 7 февраля 2001 г. (№ 49-СФ от 22 февраля 2001 г.)

## Коми-Пермяцкий автономный округ
1. Полуянов, Николай Андреевич, глава администрации Коми-Пермяцкого автономного округа — полномочия признаны 23 января 1996 г. (№ 2-СФ), подтверждены 4 декабря 1996 г. (№ 382-СФ), прекращены с 26 января 2001 г. (№ 2-СФ от 31 января 2001 г.)
2. Четин, Иван Васильевич, председатель Законодательного Собрания Коми-Пермяцкого автономного округа — полномочия признаны 23 января 1996 г. (№ 2-СФ), подтверждены 24 декабря 1997 г. (№ 420-СФ), прекращены с 3 мая 2001 г. (№ 125-СФ от 16 мая 2001 г.)

## Корякский автономный округ
1. Леушкин, Сергей Геннадьевич, глава администрации Корякского автономного округа — полномочия признаны 23 января 1996 г. (№ 2-СФ), прекращены 4 декабря 1996 г. (№ 381-СФ)
2. Суворов, Александр Сергеевич, председатель Думы Корякского автономного округа — полномочия признаны 23 января 1996 г. (№ 2-СФ), прекращены 22 января 1997 г. (№ 2-СФ)
3. Броневич, Валентина Тадеевна, губернатор (глава администрации) Корякского автономного округа — полномочия признаны 4 декабря 1996 г. (№ 382-СФ), прекращены с 24 января 2001 г. (№ 2-СФ от 31 января 2001 г.)
4. Мизинин, Владимир Николаевич, председатель Думы Корякского автономного округа — полномочия признаны 22 января 1997 г. (№ 3-СФ), прекращены с 18 октября 2001 г. (№ 323-СФ от 14 ноября 2001 г.)

## Ненецкий автономный округ
1. Выучейский, Вячеслав Алексеевич, председатель Собрания депутатов Ненецкого автономного округа — полномочия признаны 23 января 1996 г. (№ 2-СФ), подтверждены 25 декабря 1996 г. (№ 426-СФ), прекращены с 23 мая 2001 г. (№ 168-СФ от 6 июня 2001 г.)
2. Комаровский, Юрий Владимирович, глава администрации Ненецкого автономного округа — полномочия признаны 23 января 1996 г. (№ 2-СФ), прекращены 19 марта 1996 г. (№ 93-СФ)
3. Хабаров, Владимир Викторович, глава администрации Ненецкого автономного округа — полномочия признаны 10 апреля 1996 г. (№ 123-СФ), прекращены 25 декабря 1996 г. (№ 425-СФ)
4. Бутов, Владимир Яковлевич, глава администрации Ненецкого автономного округа — полномочия признаны 25 декабря 1996 г. (№ 426-СФ), прекращены с 1 января 2002 г. (№ 400-СФ от 26 декабря 2001 г.)

## Таймырский (Долгано-Ненецкий) автономный округ
1. Забейворота, Александр Иванович, председатель Таймырской окружной Думы — полномочия признаны 23 января 1996 г. (№ 2-СФ), председатель Думы Таймырского (Долгано-Ненецкого) автономного округа — полномочия прекращены 29 марта 2000 г. (№ 31-СФ)
2. Неделин, Геннадий Павлович, глава администрации Таймырского (Долгано-Ненецкого) автономного округа — полномочия признаны 23 января 1996 г. (№ 2-СФ), подтверждены 22 января 1997 г. (№ 3-СФ), прекращены с 30 марта 2001 г. (№ 92-СФ от 4 апреля 2001 г.)
3. Ситнов, Виктор Владимирович, председатель Думы Таймырского (Долгано-Ненецкого) автономного округа — полномочия подтверждены 29 марта 2000 г. (№ 32-СФ), прекращены с 8 июня 2001 г. (№ 201-СФ от 29 июня 2001 г.)

## Усть-Ордынский Бурятский автономный округ
1. Батагаев, Алексей Николаевич, глава администрации Усть-Ордынского Бурятского автономного округа — полномочия признаны 23 января 1996 г. (№ 2-СФ), прекращены 25 декабря 1996 г. (№ 425-СФ)
2. Хутанов, Леонид Александрович, председатель Думы Усть-Ордынского Бурятского автономного округа — полномочия признаны 23 января 1996 г. (№ 2-СФ), подтверждены 10 декабря 1996 г. (№ 417-СФ), прекращены с 2 апреля 2001 г. (№ 92-СФ от 4 апреля 2001 г.)
3. Малеев, Валерий Геннадьевич, глава администрации Усть-Ордынского Бурятского автономного округа — полномочия признаны 25 декабря 1996 г. (№ 426-СФ), прекращены с 25 декабря 2000 г. (№ 2-СФ от 31 января 2001 г.)

## Ханты-Мансийский автономный округ
1. Собянин, Сергей Семёнович, председатель Думы Ханты-Мансийского автономного округа — полномочия признаны 23 января 1996 г. (№ 2-СФ), подтверждены 13 ноября 1996 г. (№ 345-СФ), прекращены 27 сентября 2000 г. (№ 236-СФ)
2. Филипенко, Александр Васильевич, глава администрации Ханты-Мансийского автономного округа — полномочия признаны 23 января 1996 г. (№ 2-СФ), губернатор Ханты-Мансийского автономного округа — полномочия подтверждены 13 ноября 1996 г. (№ 345-СФ), 19 апреля 2000 г. (№ 69-СФ), прекращены с 1 июня 2001 г. (№ 168-СФ от 6 июня 2001 г.)

## Чукотский автономный округ
1. Назаров, Александр Викторович, глава администрации Чукотского автономного округа — полномочия признаны 23 января 1996 г. (№ 2-СФ), глава администрации (губернатор) Чукотского автономного округа — полномочия подтверждены 22 января 1997 г. (№ 3-СФ), губернатор Чукотского автономного округа — полномочия прекращены с 18 января 2001 г. (№ 2-СФ от 31 января 2001 г.)
2. Поводырь, Сергей Александрович, председатель Думы Чукотского автономного округа — полномочия признаны 23 января 1996 г. (№ 2-СФ), прекращены 12 февраля 1997 г. (№ 29-СФ)
3. Назаренко, Василий Николаевич, председатель Думы Чукотского автономного округа — полномочия признаны 12 февраля 1997 г. (№ 30-СФ), прекращены с 1 января 2002 г. (№ 398-СФ от 26 декабря 2001 г.)

## Эвенкийский автономный округ
1. Боковиков, Александр Александрович, председатель Законодательного Суглана Эвенкийского автономного округа — полномочия признаны 23 января 1996 г. (№ 2-СФ), прекращены 22 января 1997 г. (№ 2-СФ), глава администрации Эвенкийского автономного округа — полномочия признаны 16 апреля 1997 г. (№ 92-СФ), прекращены с 27 июня 2001 г. (№ 235-СФ от 20 июля 2001 г.)
2. Якимов, Анатолий Михайлович, глава администрации Эвенкийского автономного округа — полномочия признаны 23 января 1996 г. (№ 2-СФ), прекращены 16 апреля 1997 г. (№ 91-СФ)
3. Амосов, Анатолий Егорович, председатель Законодательного Суглана Эвенкийского автономного округа — полномочия признаны 22 января 1997 г. (№ 3-СФ), прекращены с 18 апреля 2001 г. (№ 125-СФ от 16 мая 2001 г.)

## Ямало-Ненецкий автономный округ
1. Бабин, Николай Андреевич, председатель Государственной Думы Ямало-Ненецкого автономного округа — полномочия признаны 23 января 1996 г. (№ 2-СФ), прекращены 5 июня 1996 г. (№ 194-СФ)
2. Неелов, Юрий Васильевич, глава администрации Ямало-Ненецкого автономного округа — полномочия признаны 23 января 1996 г. (№ 2-СФ), губернатор Ямало-Ненецкого автономного округа — полномочия подтверждены 13 ноября 1996 г. (№ 345-СФ), 19 апреля 2000 г. (№ 69-СФ), прекращены с 1 января 2002 г. (№ 400-СФ от 26 декабря 2001 г.)
3. Корепанов, Сергей Евгеньевич, председатель Государственной Думы Ямало-Ненецкого автономного округа — полномочия признаны 5 июня 1996 г. (№ 195-СФ), прекращены 18 февраля 1998 г. (№ 38-СФ)
4. Артюхов, Андрей Викторович, председатель Государственной Думы Ямало-Ненецкого автономного округа — полномочия признаны 18 февраля 1998 г. (№ 39-СФ), прекращены 19 апреля 2000 г. (№ 68-СФ)
5. Артеев, Алексей Владимирович, председатель Государственной Думы Ямало-Ненецкого автономного округа — полномочия подтверждены 19 апреля 2000 г. (№ 69-СФ), прекращены с 13 декабря 2000 г. (№ 304-СФ от 20 декабря 2000 г.)